# كريم تيقين
كريم وحيد (Kerim Tekin), (18 أبريل 1975 - 27 يونيو 1998), التركية مطرب، شاعر وملحن ولاعب. أطلق ألبومه الأول في عام 1995. لعب دور البطولة في المسلسل التلفزيوني عام 1996. في عام 1997 نشر هو ألبومه الثاني. الألبوم باع أكثر من مليون دولر. في عام 1998، توفي في حادث مروري.

## ألبومات
- 1995: Kara Gözlüm
- 1997: Haykırsam Dünyaya

## فيديو كليبات
- 1995: Cici Baba
- 1996: Kara Gözlüm
- 1997: Kar Beyaz
- 1997: Haykırsam Dünyaya
- 1998: Akşamlar

## فلامه
- 1996: Mirasyediler
- 1998: Yaz Aşkım
- 1998: Kar Beyaz

## روابط خارجية
- كريم تيقين على موقع ميوزك برينز (الإنجليزية)
- كريم تيقين على موقع ديسكوغز (الإنجليزية)